# Stirpnik
Stirpnik je naselje v Občini Škofja Loka.